# Ridgway (Pennsylvania)
Ridgway ist ein Borough und County Seat des Elk County im US-Bundesstaat Pennsylvania. Das U.S. Census Bureau hat bei der Volkszählung 2020 eine Einwohnerzahl von 4.039 ermittelt.

## Geografie
Ridgway liegt im Clarion River Valley auf  434 m etwa in der Mitte des Elk County und wird vollständig von der Ridgway Township umschlossen. Er liegt beidseits des Clarion River, der hier den Elk Creek und den Gallagher Run von links aufnimmt. Im Süden grenzt das State Game Lands Number 44 an, wenig westlich liegt der Allegheny National Forest und wenig östlich das State Game Lands Number 25.

## Geschichte

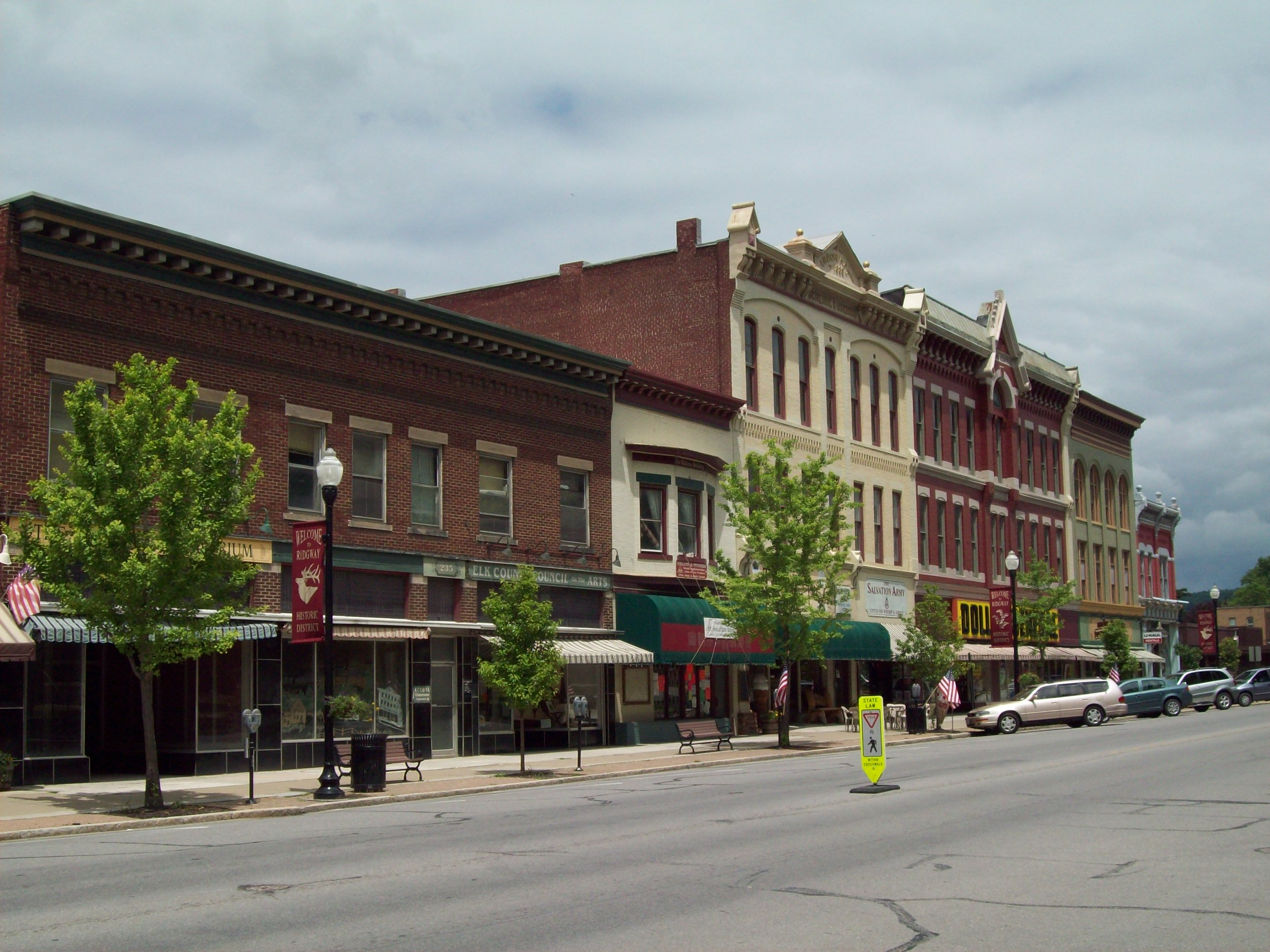
Straßenzug im Ridgway Historic District (2009). Dieser Bezirk ist seit Januar 2003 im National Register of Historic Places eingetragen.

Drei Bauwerke und Bezirke in der Stadt sind insgesamt im National Register of Historic Places (NRHP) eingetragen (Stand 23. November 2020), das O.B. Grant House, die Ridgway Armory und der Ridgway Historic District.

## Verkehr
Durch Ridgway verläuft der U.S. Highway 219, der nach Johnsonburg im Nordosten und Brockway im Südwesten führt. Von diesem zweigen die Pennsylvania State Route 948 nach Norden und die Pennsylvania State Route 120 nach Osten ab.

## Persönlichkeiten
- James Lisle Gillis (1792–1881), Politiker
- James Knox Polk Hall (1844–1915), Politiker
- Katherine Mayo (1867–1940), Journalistin und Schriftstellerin
- Amy Rudolph (* 1973), Langstreckenläuferin